# Helge Wezorke
Helge Wezorke, geb. Baues  (* 22. Juni 1994 in Celle) ist ein deutscher Basketballspieler. Er misst 2,05 Meter und bekleidet die Position des großen Flügelspielers.

## Spielerlaufbahn
Unter seinem Geburtsnamen Helge Baues spielte in der Jugendabteilung des TuS Eicklingen und des TSV Neustadt am Rübenberge. In der Saison 2010/11 kam er für die Herrenmannschaft des Vereins Hannover Korbjäger in der 2. Regionalliga zum Einsatz und wechselte 2011 nach bestandenem Abitur zur BSG Bremerhaven. Dort spielte er ebenfalls in der 2. Regionalliga sowie in der Nachwuchs-Basketball-Bundesliga, der höchsten Jugendspielklasse im deutschen Basketball. Darüber hinaus nahm er am Trainingsbetrieb des Bundesligisten Eisbären Bremerhaven teil und wurde im Juli 2013 mit einem Profivertrag ausgestattet. Er erlangte bei Kurzeinsätzen erste Spielzeit in der Basketball-Bundesliga. In der Saison 2014/15 lief er dank einer Kooperationsvereinbarung zwischen den Eisbären und den Cuxhaven BasCats vor allem für Letztere in der 2. Bundesliga ProA auf.
Die Saison 2015/16 verbrachte Baues bei den Hamburg Towers. Neben Begegnungen in der ProA mit den Hanseaten sammelte er zusätzliche Spielpraxis für den Kooperationspartner der Towers, den SC Rist Wedel, in der drittklassigen 2. Bundesliga ProB.
Im Juli 2016 unterschrieb er einen Dreijahresvertrag beim ProA-Aufsteiger Dresden Titans, stieg mit den Sachsen jedoch im ersten Jahr in die ProB ab. Nach dem Auslaufen seines Dreijahresvertrages zog es ihn in der Sommerpause 2019 gemeinsam mit seiner Freundin, der Volleyballspielerin Barbara Wezorke, nach Münster, Baues schloss sich dem UBC Münster an, der kurz zuvor ProB-Vizemeister geworden war. In Dresden hatte er sein Studium im Fach Biotechnologie abgeschlossen, in Münster folgte neben der Beschäftigung als Basketballer der Berufseinstieg. Im Sommer 2021 nahm er nach der Hochzeit den Nachnamen Wezorke an. Im Juli 2022 gab er das Ende seiner Leistungssportlaufbahn bekannt, spielte aber anschließend noch beim Regionalligisten SV Fellbach. Er gewann mit der Mannschaft 2023 die Meisterschaft in der 1. Regionalliga Südwest. Im Frühjahr 2024 spielte er für die zweite Mannschaft des UBC Münster in der 1. Regionalliga West.

### Nationalmannschaft
Im Sommer 2014 gehörte er zum Aufgebot der deutschen U20-Nationalmannschaft für die EM in Griechenland.